# Klausmühle (Lochau)

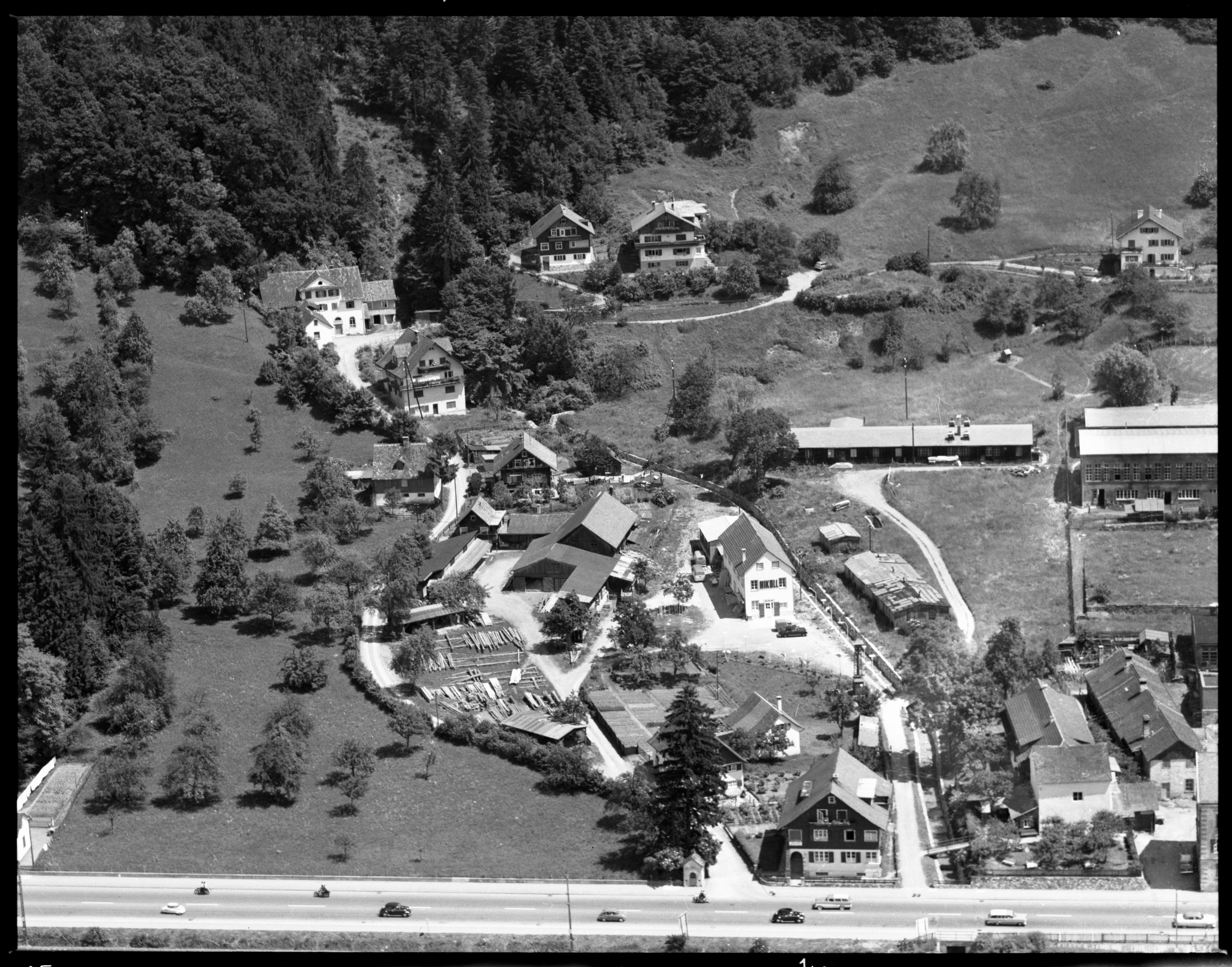
Klausmühle 1959

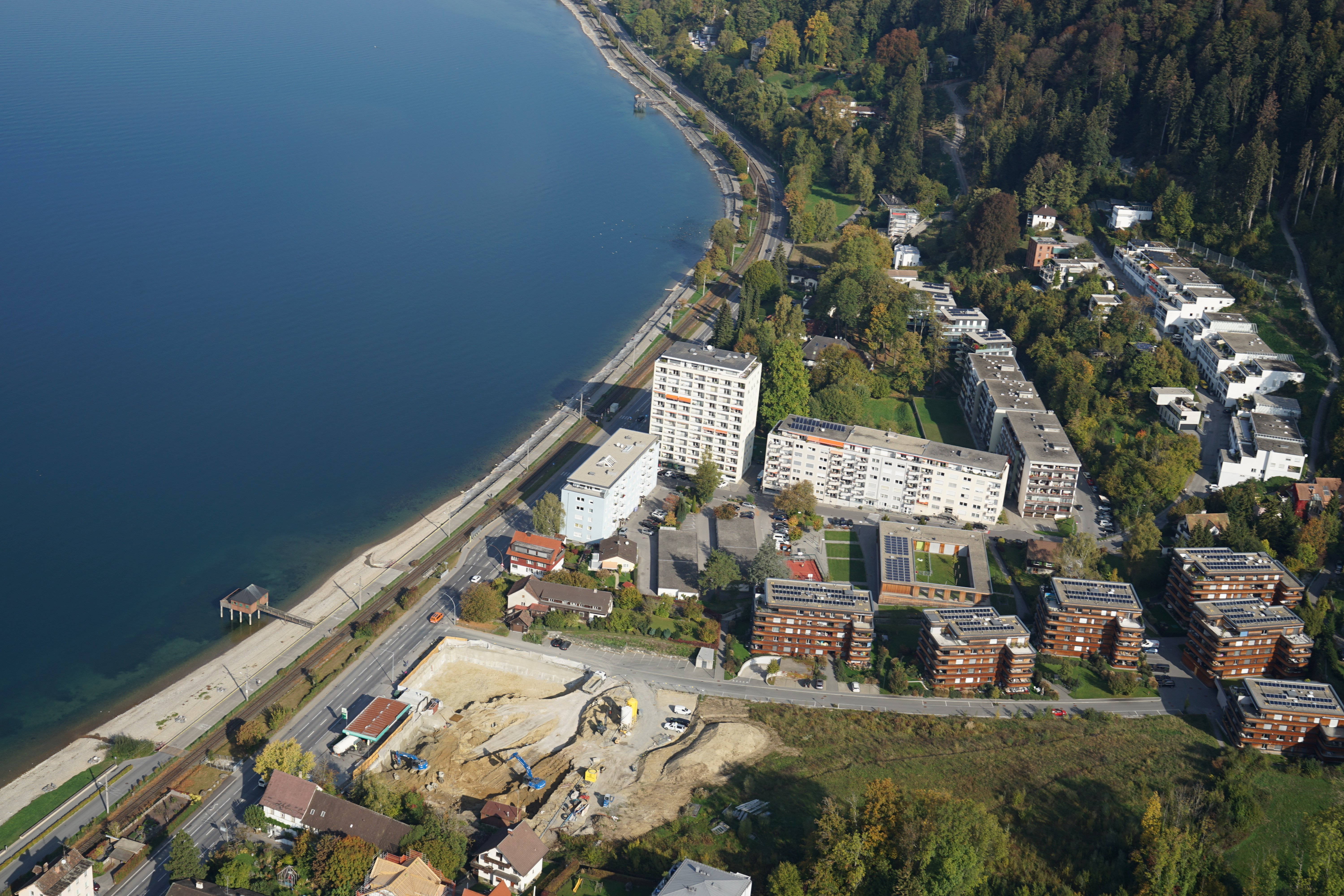
Das Gelände der ehemaligen Klausmühle, inzwischen stark mit Mehrfamilienhäusern und Hochhäusern verbaut. Davor der Schanz- und Pulverturm der Neuen Schanze (Seeschanze)

Die Klausmühle war eine vor dem Klausberg in Lochau (Vorarlberg, Österreich) in der Parzelle Klausmühle befindliche Gebäudegruppe. Die Klausmühle nutzte die Wasserkraft des Klausmühlebachs.

## Name
Die Klausmühle hat den Namen von der nahe gelegenen geographischen Engstelle (Klause), bei der sich mehrere militärische Sperrwerke befanden, um Vorarlberg vor den Einfällen von Truppen aus dem schwäbischen, bayrischen und württembergischen Raum zu schützen. Die ehemalige Klausmühle war wiederum den Namensgeberin für den hier befindlichen Klausmühlebach.

## Lage
Die Klausmühle lag auf etwa 405 m ü. A. am westlichen Rand des Gemeindegebiets von Lochau am Ostufer des Bodensees. Zur Zentrum von Lochau sind es etwa 2,2 Kilometer und zur Stadt Bregenz rund 0,7 Kilometer Luftlinie. Der Bodensee liegt unterhalb der ehemaligen Klausmühle rund 120 Meter westlich entfernt.

## Geschichte
Die Klausmühle bestand jedenfalls bereits vor dem 15. Jahrhundert, war vermutlich schon 1249 ein Lehen des Klosters Mehrerau. Der Bereich der sogenannten Klausmühle gehörte jahrhundertelang dem Kloster Mehrerau. Die Mühle wurde 1647 von schwedischen Truppen verbrannt (siehe auch: Seekrieg auf dem Bodensee 1632–1648) und wieder aufgebaut.
Mit der Aufhebung des Mühlenzwangs 1787, konnten neben den herrschaftlichen Mühlen und der Klausmühle auch die privaten Mühlen und Genossenschaftsmühlen zukünftig ihre Leistungen der Dorfgemeinschaft anbieten.
Nach der Aufhebung des Klosters Mehrerau im Zuge der Säkularisierung durch die Bayern, denen Tirol und Vorarlberg 1806 durch den Frieden von Preßburg zugesprochen wurde, wurde die Klausmühle und die hier gelegenen Weinberge (Prälatenberg) frei und an Private verkauft.
1978 wurde die Klausmühle und einige andere alte Häuser endgültig ersatzlos abgebrochen. Das Gelände wurde mit Mehrfamilienhäusern bzw. Hochhäusern inzwischen eng verbaut.